# Serra Leoa nos Jogos Olímpicos de Verão de 1980
A Serra Leoa competiu nos Jogos Olímpicos de Verão de 1980 em Moscou, União Soviética.

## Resultados por Evento

### Atletismo
100 m masculino
- Sheku Boima
  - Eliminatórias — 11.08 (→ não avançou)

- John Carew
  - Eliminatórias — 11.11 (→ não avançou)

- Rudolph George
  - Eliminatórias — 11.37 (→ não avançou)

200 m masculino
- Sheku Boima
  - Eliminatórias — 22.93 (→ não avançou)

- Walter During
  - Eliminatórias — 23.12 (→ não avançou)

- Rudolph George
  - Eliminatórias — 23.30 (→ não avançou)

800 m masculino
- George Branche
  - Eliminatórias — 1:54.6 (→ não avançou)

- Sahr Kendor
  - Eliminatórias — 2:06.5 (→ não avançou)

- Jimmy Massallay
  - Eliminatórias — 2:04.4 (→ não avançou)

1.500 m masculino
- George Branche
  - Eliminatórias— 4:03.9 (→ não avançou)

Maratona masculina
- Baba Ibrahim Suma-Keita
  - Final — 2:41:20 (→ 46º lugar)

Revezamento 4x400 m masculino
- William Akabi-Davis, Jimmy Massallay, Sahr Kendor, e George Branche
  - Eliminatórias — 3:25.0 (→ não avançou)

Decatlo masculino
- Columba Blango
  - Final — 5080 pontos (→ 16º lugar)

100 m feminino
- Eugenia Osho-Williams
  - Eliminatórias — 12.95 (→ não avançou)

- Estella Meheux
  - Eliminatórias — 13.22 (→ não avançou)

800 m feminino
- Eugenia Osho-Williams
  - Eliminatórias — 2:33.4 (→ não avançou)

100 m com barreiras feminino
- Estella Meheux
  - Eliminatórias — 15.61 (→ não avançou)

Salto em distância masculino
- Estella Meheux
  - Classificatória — não começou (→ não avançou, sem classificação)

### Boxe
Peso Leve (60 kg)
- Mohamed Bangura
  - Primeira Rodada — Perdeu para Viktor Demyanenko (União Soviética) após eliminação na segunda rodada